# Mark Gibbon
Mark Gibbon (...) è un attore e doppiatore canadese.

## Biografia
È noto per aver interpretato vari personaggi in serie televisive.

## Filmografia

### Cinema
- Uccidete la colomba bianca (The Package), regia di Andrew Davis (1989)
- Terminal Countdown, regia di Richard Pepin (1999)
- Il sesto giorno (The 6th Day), regia di Roger Spottiswoode (2000)
- La rapina (300 Miles to Graceland), regia di Demian Lichtenstein (2001)
- The Chronicles of Riddick, regia di David Twohy (2004)
- Battle in Seattle - Nessuno li può fermare (Battle in Seattle), regia di Stuart Townsend (2007)
- Radio Killer 2 - Fine della corsa (Joy Ride 2: Dead Ahead), regia di Louis Morneau (2008)
- Underworld - Il risveglio (Underworld: Awakening), regia di Måns Mårlind e Björn Stein (2012)
- L'uomo d'acciaio (Man of Steel), regia di Zack Snyder (2013)
- The Package, regia di Jesse V. Johnson (2013)
- Guida per babysitter a caccia di mostri (A Babysitter's Guide to Monster Hunting), regia di Rachel Talalay (2020)

### Televisione
- Stargate SG-1 – serie TV, 4 episodi (1997-2004)
- Assalto alla montagna della morte (Shadow Warriors II: Hunt for the Death Merchant), regia di Jon Cassar – film TV (1999)
- Il viaggio dell'unicorno (Voyage of the Unicorn) – miniserie TV (2001)
- Smallville – serie TV, 4 episodi (2001-2010)
- Dangerous Isolation (Trapped!), regia di Roy Spinetti – film TV (2006)
- Stargate Atlantis – serie TV, 4 episodi (2004-2009)
- 4400 (The 4400) – serie TV, episodi 3x10-4x02 (2005-2007)
- Flash Gordon – serie TV, episodio 1x02 (2007)
- Sanctuary – serie TV, episodio 1x12 (2008)
- I cavalieri di Bloodsteel (Knights of Bloodsteel) – serie TV (2009)
- Robin Hood - Il segreto della foresta di Sherwood (Beyond Sherwood Forest), regia di Peter DeLuise – film TV (2009)
- Un fantafilm - Devi crescere, Timmy Turner! (A Fairly Odd Movie: Grow Up, Timmy Turner), regia di Butch Hartman – film TV (2011)
- Shattered – serie TV, episodio 1x11 (2011)
- C'era una volta (Once Upon a Time) – serie TV, episodi 1x03-3x22 (2011-2014)
- Level Up – serie TV, episodio 1x01 (2012)
- Continuum – serie TV, episodio 1x06 (2012)
- Arrow – serie TV, episodio 2x06 (2013)
- Spooksville – serie TV, episodio 1x08 (2013)
- Falling Skies – serie TV, episodi 4x04-4x10 (2014)
- The 100 – serie TV, episodi 3x01-3x02 (2016)
- Rogue – serie TV, episodio 4x04 (2017)
- Supergirl – serie TV, episodio 2x17 (2017)
- Somewhere Between – serie TV, episodio 1x06 (2017)
- Riverdale – serie TV, episodi 2x12-2x17 (2018)
- Batwoman – serie TV, episodio 1x06 (2019)
- The Magicians – serie TV, episodio 5x03 (2020)
- I misteri di Aurora Teagarden (Aurora Teagarden Mysteries) – serie TV, episodio 1x17 (2021)
- Home Before Dark – serie TV, 8 episodi  (2021)
- Il simbolo perduto (The Lost Symbol) – serie TV, 4 episodi (2021)

### Doppiatore
- He-Man and the Masters of the Universe, serie animata (2002-2004)
- I Fantastici Quattro (Fantastic Four: World's Greatest Heroes), serie animata (2006-2007)

## Doppiatori italiani
Nelle versioni in italiano delle opere in cui ha recitato, Mark Gibbon è stato doppiato da:
- Nicola Braile in Smallville (ep. 1x08)
- Marco De Risi in Smallville (ep. 1x14)
- Simone Mori in Stargate SG-1 (ep. 7x16)
- Roberto Draghetti in Stargate SG-1 (ep. 8x10)
- Alberto Angrisano in Psych
- Federico Danti in Radio Killer 2 - Fine della corsa
- Massimo Lodolo ne I cavalieri di Bloodsteel
- Dario Oppido in Robin Hood - Il segreto della foresta di Sherwood
- Franco Zucca ne Un fantafilm - Devi crescere,  Timmy Turner!
- Alessandro Ballico in C'era una volta (ep. 1x03)
- Marco Fumarola in C'era una volta (ep. 3x22)
- Luca Semeraro in Continuum
- Saverio Indrio in Falling Skies[1]
- Davide Marzi in Supergirl

Da doppiatore è sostituito da:
- Diego Sabre in He-Man and the Masters of the Universe
- Paolo Sesana in Ghost Recon